# Урванцев, Николай Николаевич
Николай Николаевич Урва́нцев (17 [29] января 1893, Лукоянов, Лукояновский уезд, Нижегородская губерния, Российская империя — 20 февраля 1985, Ленинград) — исследователь Арктики, доктор геолого-минералогических наук (1935), заслуженный деятель науки и техники РСФСР (1974). Автор многих научных трудов, главные из которых посвящены исследованию геологии Таймыра, Северной Земли и севера Сибирской платформы.

## Биография
Родился 17 (29) января 1893 года в городе Лукоянове (Нижегородская губерния), в купеческой семье. С детства он много читал — у отца была хорошая библиотека, увлекался геологией и рассказами об исследователях Арктики. В 1907 году отец разорился и стал работать по найму приказчиком.
В 1903 году поступил в Нижегородское реальное училище, которое окончил в 1911 году.
После окончания училища поступил на механическое отделение Томского технологического института. Под влиянием лекций профессора В. А. Обручева, автора известных книг «Плутония» (1924) и «Земля Санникова» (1926), перевёлся в 1915 году на горное отделение.
Окончив по первому разряду институт в 1918 году, когда в стране шла гражданская война, поступил на работу в Сибирский геологический комитет и через год был командирован в район Норильска на разведку каменного угля для кораблей Антанты, доставляющих оружие и боеприпасы А. В. Колчаку. Информация об угле была известна и ранее, но требовала квалифицированного подтверждения.
В 1920 году экспедиция Урванцева на западе полуострова Таймыр в районе реки Норильской обнаружила очень богатое месторождение каменного угля. В 1921 году было открыто богатейшее месторождение медно-никелевых руд с высоким содержанием платины.

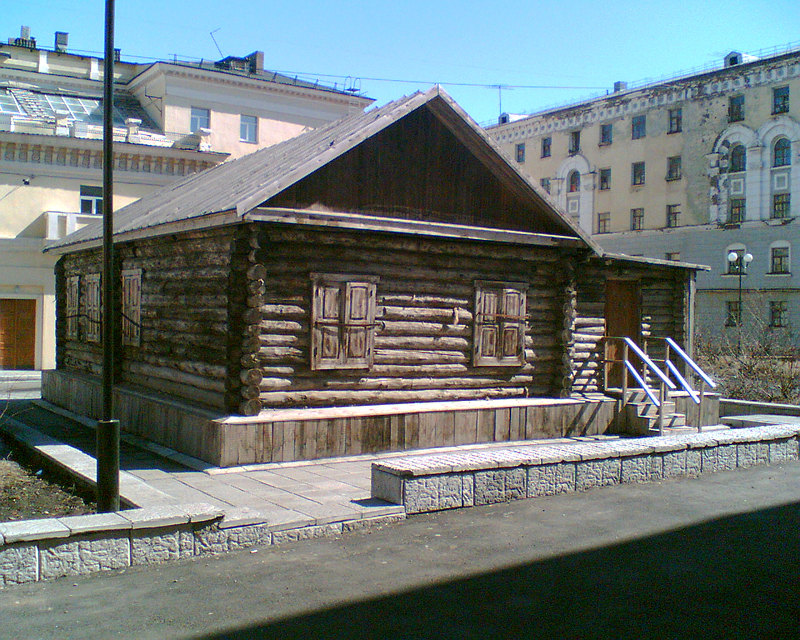
Первый дом Норильска

В 1921 году на том месте, где сейчас расположен город Норильск (район «Старый город»), был срублен бревенчатый дом, который сохранился и поныне. На мемориальной доске, установленной на нём, написано: «Первый дом Норильска, построенный первой геологоразведочной экспедицией Н. Н. Урванцева летом 1921 года». В этом доме Николай Николаевич провёл первую зимовку. Зимой 1921 года он исследовал окрестности будущего Норильска и составил подробную карту.
Летом 1922 года Н. Н. Урванцев провёл лодочный маршрут по неизученной реке Пясине и побережью Северного Ледовитого океана до Гольчихи в устье Енисея. На полпути между островом Диксон и устьем Пясины Урванцев обнаружил почту Амундсена, посланную им в Норвегию со шхуны «Мод», которая в 1919 году зазимовала у мыса Челюскин. Почту Амундсен отправил со своими спутниками Кнутсеном и Тессемом, которые преодолели 900 километров снежной безлюдной пустыни. Кнутсен в пути умер, а Тессем в одиночку продолжал путь, но и он погиб, не дойдя двух километров до Диксона. Большинство почты было разграблено медведями, но три больших тюка из водонепроницаемой материи сохранились. Письма в них были адресованы брату Амундсена и Институту магнетизма Карнеги (Вашингтон).
За это путешествие Русское географическое общество присудило Н. Н. Урванцеву серебряную[уточнить] медаль имени Пржевальского. За находку почты Амундсена он был награждён норвежским правительством золотыми часами.

Участники экспедиции 1930—1932 гг.: Н. Н. Урванцев, Г. А. Ушаков, С. П. Журавлёв, В. В. Ходов.

В 1930—1932 годах руководил научной частью экспедиции Всесоюзного арктического института на Северной Земле, где осуществил вместе с Г. Ушаковым первое географическое и геологическое обследование островов. За экспедицию на Северную Землю Урванцев был награждён орденом Ленина.
В 1933—1934 годах управление Главсевморпуть отправило пароход «Правда» в бухту Нордвик в первую историческую экспедицию по поиску нефти в Северной Сибири. Экспедицию возглавил Н. Н. Урванцев, на пароходе также была его жена Елизавета Ивановна, которая выполняла в экспедиции роль медика.
В 1935 году учёный стал доктором геолого-минералогических наук.
В 1937 году назначен заместителем директора Арктического института.

### Репрессии
В 1938 году был арестован и осуждён на 15 лет исправительных лагерей по ст. 58 п. 7 и 11 (вредительство и участие в контрреволюционной организации). В феврале 1940 года приговор был отменён за отсутствием состава преступления, но в августе Н. Н. Урванцев был снова арестован и осуждён на 8 лет. Отбывать срок Урванцеву пришлось в Карлаге и Норильлаге.
В 1944—1948 годах Н. Н. Урванцев принимал участие в поисках урановых руд в районе полуострова Таймыр — сырья для создававшейся в СССР атомной бомбы.
Урванцев был освобождён из лагеря в 1945 году.

### Последние годы жизни
В послевоенные годы продолжил исследовательские работы на Крайнем Севере.
После выхода на пенсию (в 1958—1967 годах) работал в Ленинграде, в НИИГА. Жил по адресу Кузнецовская улица, д. 44. 
29 апреля 1963 года, в связи с 70-летием, был награждён вторым орденом Ленина.

Могила Н. Н. Урванцева и Е. И. Урванцевой на Норильском городском кладбище

Скончался в Ленинграде 20 февраля 1985 года. Урна с прахом учёного, в соответствии с его завещанием, захоронена в Норильске.

## Семья
- Первая жена — Варвара Михайловна Шалаева
- Вторая жена — Елизавета Ивановна Урванцева

## Личность Урванцева
Урванцев отличался эрудированностью, большой работоспособностью, любовью к чтению и технике, требовательностью к себе. Коллеги также отмечали его тяжёлый характер. Супруга Урванцева — Елизавета Ивановна — отмечала, что после лагеря его характер стал мягче, терпимее.
Возможно, являлся прототипом Николая Христофоровича Манцева — персонажа романа А. Н. Толстого «Гиперболоид инженера Гарина» (1925—1927).
Писатель и сценарист Э. Тополь признавался, что первоначальной основой сценария фильма «Открытие» послужила история жизни Н. Н. Урванцева.

## Награды и звания
- 1924 — Серебряная медаль имени Н. М. Пржевальского
- 1932, декабрь — Орден Ленина (№ 430)[8]
- 1958 — Большая золотая медаль Географического общества СССР
- 1963, 29 апреля — Орден Ленина
- 1974, 4 февраля — Заслуженный деятель науки и техники РСФСР
- Почётный гражданин Лукоянова
- 1975 — Первый почётный гражданин города Норильска
- 1983, 15 февраля — орден Трудового Красного Знамени

## Память
На доме, где родился Н. Н. Урванцев, установлена мемориальная доска; мемориальная доска установлена также на д. 6 по улице Усова в Томске, где Урванцев работал заведующим горным отделением политехникума.

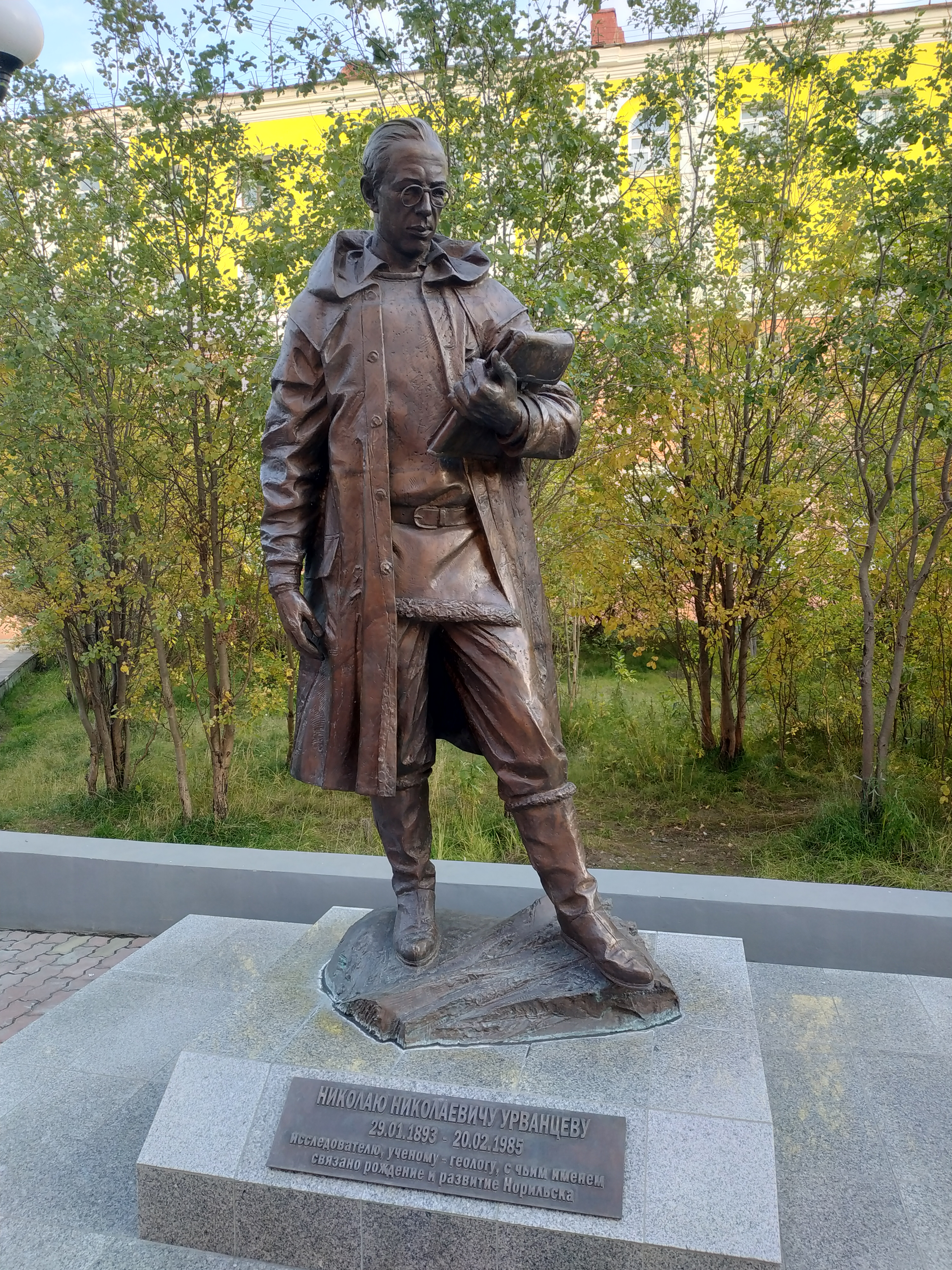
Памятник Н. Н. Урванцеву в Норильске

Его именем названа одна из новых улиц Томска, и на первом её доме установлена памятная доска с именем Н. Н. Урванцева. Именем Урванцева названы улицы в Норильске (Набережная Урванцева) и в Красноярске.
В Норильске, рядом с Музеем Норильска, на Ленинском проспекте Н. Н. Урванцеву установлен бронзовый памятник.
В 2019 году имя учёного было присвоено аэропорту Норильска.
В его честь назван минерал урванцевит.
В честь Н. Н. Урванцева названы:
- бухта (бухта Урванцева, Карское море, шхеры Минина, остров Олений, название присвоено в 1956 году)[11];
- мыс (мыс Урванцева, Карское море, шхеры Минина, остров Олений, название присвоено советскими гидрографами в 1956 году)[11];
- скала в Антарктиде (скала Урванцева, Земля Королевы Мод, 72°06′ ю. ш., 5°35′ в. д., скала открыта и нанесена на карту в 1961 году, название присвоено не позже 1965 года)[11].
- В 2020 году авиакомпания NordStar присвоила воздушному судну Boeing 737-800 с бортовым номером VQ-BАА (ныне RA-73253) имени Николая Николаевича Урванцева[12].